# Тритон Волтерсторфа
Тритон Волтерсторфа (лат. Hypselotriton wolterstorffi) — вид тритонов из рода Hypselotriton отряда хвостатых земноводных. Этот вид назван в честь Вилли Волтерсторффа из Магдебурга, который планировал в то время написать монографию о саламандрах «Monograph of the Tailed Batrachians of the Old World» (Монография хвостатых земноводных Старого Света). Так как представители данного вида не встречались с 1979 года, в настоящее время вид считается вымершим.

## Описание
Один из наиболее крупных представителей данного рода — длина самцов около 12 см, самок — 16 см. Окраска спины — тёмная, вплоть до чёрной, с оранжевой линией вдоль позвоночника. Некоторые особи имели оранжевые пятна на спине и по бокам туловища. Окраска живота ярко-оранжевая с тёмными пятнами. Хвост самцов в брачный период приобретал тёмно-синюю окраску.
У взрослых особей достаточно часто встречались остатки жабр (признак неотении).

## Ареал и места обитания
Был эндемиком юго-запада Китая. Данный вид обитал в высокогорном озере Дянь и близлежащих водоёмах в провинции Юньнань. Ещё в 1950-е годы особи достаточно часто встречались в окрестностях города Куньмин. Однако при исследованиях, проведённых в 1979 году, представители вида уже не обнаруживались. Последнее сообщение о подобном тритоне поступило от рыбака в 1984 году. С тех пор вид считается вымершим.